# Lorazepam
Lorazepam je benzodiazepin koji se koristi kao agens protiv anksioznosti sa malim brojem nuspojava. On takođe ima hipnotička, antikonvulsivna, u znatna sedativna svojstva.

## Spoljašnje veze
|  | Molimo Vas, obratite pažnju na važno upozorenje u vezi sa temama iz oblasti medicine (zdravlja). |